# Танки X
Танки X (англ. Tanki X) — російська відеогра, розроблена AlternativaPlatform, яка є спін-офом Танків Онлайн. За словами AlternativaPlatform, ця гра «спирається на величезний успіх свого попередника» та має «радикально поліпшені» графіку, фізику та грабельність. Гру було анонсовано компанією AlternativaPlatform на вебсайті Танків X. Офіційне бета-тестування Танків X розпочалося 1 лютого 2016. Офіційна дата релізу гри 13 березня 2018 року. Через низькі показники активності та економічну неефективність проекту підтримку гри було припинено у лютому 2020 року.

## Ігровий процес
Як і в Танках Онлайн, у Танках X гравці збирають свої танки з розмаїття комбінацій гармат і корпусів, після чого б'ються з іншими гравцями у різних режимах, таких як одиночний і командний матчі смерті, а також захоплення прапора.
Танки X зберігають найпопулярніші особливості свого попередника, серед яких:
- динамічний і оптимізований геймплей,
- невідкладні респавни,
- поява підсилювачів для поліпшення геймплею,
- вибір корпусів різної швидкості та міцності,
- а також гармати, серед яких вогнемети, заморожувальні гармати, великокаліберні дробовики, класичні гармати з набоями, рейкотрон, плазмові бластери з відскакуючими снарядами та кулемети.

## Розробка
Гру було вперше анонсовано 21 березня 2015 з інформацією про команду, що вирішила розробити нову версію Танків Онлайн, а її графіка заснована на рушієві Unity.

## Історія
15 вересня 2016 року розпочалося відкрите бета-тестування Танків X.
13 квітня 2017 року Alternativa Platform анонсувала свої плани випустити Танки X на Steam 20 квітня 2017 року. Як і було обіцяно, Танки X вийшли на Steam 20 квітня 2017 року.
13 березня 2018 року Танки X залишили етап відкритого бета-тестування та були офіційно випущені з оновленням «Перегони озброєнь» (рос. Гонка вооружения).
8 червня 2018 року гру було випущено в Туреччині. Проте, через брак активності спільноти, форум було закрито пізніше того ж року. Наразі він перенаправляє на англомовний форум.
3 вересня 2019 року було анонсовано закриття Танків X через неконкурентоспроможність на ринку відеоігор для ПК. Цей процес розпочнеться з закриття платіжних сервісів, сторінок у соціальних мережах і реєстрації нових облікових записів, та завершиться вимкненням ігрових серверів зі стиранням усіх створених облікових записів гравців на початку 2020 року.